# Ronnie Coleman

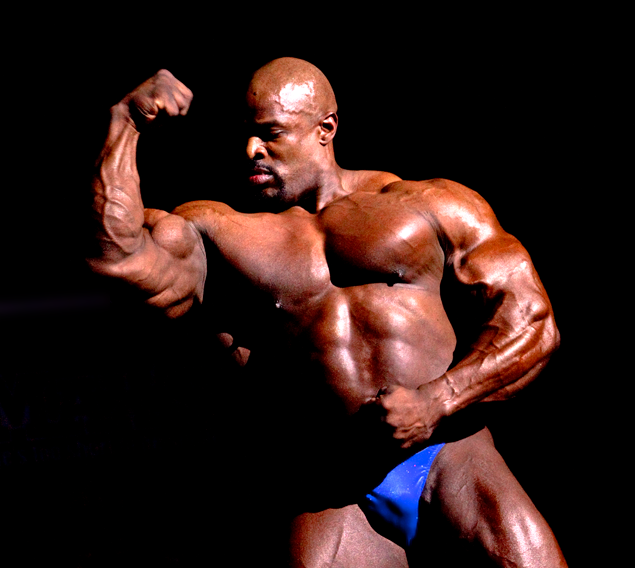
Ronnie Coleman (2009).

Ronnie Coleman, född 13 maj 1964 i Bastrop i Louisiana, är en amerikansk före detta kroppsbyggare. Han vann Mr. Olympia varje år från 1998 till 2005 vilket tangerar Lee Haneys rekord. Coleman innehade rekordet i flest totala antal segrar (26) som proffs (inom Internationella Bodybuildingförbundet). Rekordet slogs av Dexter Jackson.
År 2006 kom Coleman på andra plats i Mr. Olympia och en ny vinnare vid namn Jay Cutler var utsedd. Vid 2007 års Mr. Olympia, slutade Ronnie på en fjärdeplats.
Coleman tränar regelbundet på Metroflex Gym i Arlington, Texas. Det var ägaren till Metroflex Gym, Brian Dobson, som inspirerade honom att börja med kroppsbyggning. Coleman har även ett hemmagym.

## Familj

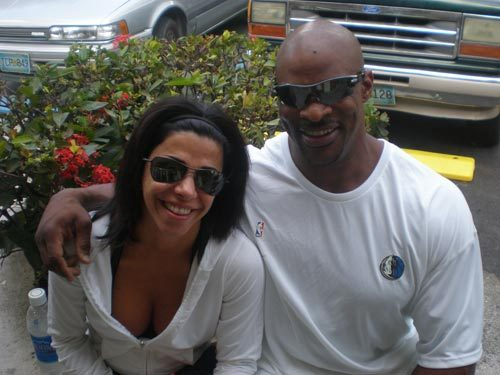
Ronnie Coleman med sin fru (2009).

Ronnie Coleman gifte sig för första gången vid 43 års ålder (i december 2007), med Rouaida Christine Achkar. Han har två döttrar, Jamilleah och Valencia Daniel. Han är aktivt kristen. Ronnie har även fyra döttrar tillsammans med sin nuvarande fru Susan Coleman.

## Träningsvideor
- The Unbeliveable Coleman träningen inför en Mr. Olympia tävling.
- The Cost of Redemption följer Ronnie Coleman i och utanför gymmet.
- Ronnie Coleman: Relentless, från -07.

## Meriter
- 1990 Mr. Texas (Tungvikt & "Totalsegrare")
- 1991 IFBB World Amateur Championships (Tungvikt)
- 1997 IFBB Grand Prix Russia
- 1998 Mr. Olympia
- 1999 Mr. Olympia
- 1999 	Joe Weider's Pro World
- 1999 	IFBB Grand Prix England
- 2000 Mr. Olympia
- 2000 	IFBB Grand Prix England
- 2000 	Joe Weider's Pro World
- 2001 Arnold Schwarzenegger Classic
- 2001	Mr. Olympia
- 2001 	New Zealand Grand Prix
- 2002 Mr. Olympia
- 2002 	Grand Prix Holland
- 2003 Mr. Olympia
- 2003 	Russian Grand Prix
- 2004 Mr. Olympia
- 2005 Mr. Olympia